# Fasa (miasto)
Fasa (perski: فسا) – miasto w Iranie, w ostanie Fars. W 2006 roku miasto liczyło 90 251 mieszkańców w 22 097 rodzinach.